# SAYYEA',JAN-GO
「SAY’YEA’,JAN-GO」（セイヤー・ジャンゴー）は、西城秀樹の70枚目のシングル。1994年2月23日にRCAから発売された。

## 解説
- Jリーグ・サンフレッチェ広島FCの応援歌に使用された[1]（この年に同チームはステージ優勝した）。

## 収録曲
1. SAY’YEA',JAN-GO
作詞：坂田和子／作曲：井上大輔／編曲：杉山卓夫
2. 女神が微笑む時
作詞：森雪之丞／作曲：吉田拓郎／編曲：渡辺格

## この頃のできごと
- 『第45回NHK紅白歌合戦』で10年ぶりとなる紅白出場を果たし、「YOUNG MAN (Y.M.C.A.)」を歌唱した。